# Johann Dölsch
Johann Dölsch, auch Toltz, Doltsch, Dolizius, Dolscius, Dölzk, Doelschius, Dölsth, Dolitzsch, Feldkirch, Velcurio, (* um 1486 in Feldkirch; † 21. Juli 1523 in Wittenberg) war ein evangelischer Theologe und Reformator.

## Leben und Wirken
Dölsch immatrikulierte sich an der Universität Heidelberg und studierte dort vom Dezember 1502 bis 1504. Zusammen mit seinem Freund Bartholomäus Bernhardi zog er an die neu gegründete Universität Wittenberg und schrieb sich dort am 23. Mai 1504 ein. Im Herbst desselben Jahres wird er 18. September Baccalaureus und am 10. Februar 1506 Magister der freien Künste.
Zum Priester geweiht, wechselte er Anfang 1507 in seine Heimatstadt als Pfarrer und hielt dort seine erste heilige Messe. Im Herbst kehrte er wieder an die Universität Wittenberg zurück, um sich weiter der akademischen Laufbahn zu widmen. 1509 wurde er als Mitglied in die Artistenfakultät aufgenommen und lehrte gemeinsam mit Nikolaus von Amsdorf, Andreas Bodenstein und Bartholomäus Bernhardi an derselbigen.
Unter dem Dekanat Johann von Staupitz’ erlangt er am 24. Mai 1509 den untersten theologischen akademischen Grad eines baccalaureus biblicus. 1510 wurde er zum Stiftsherrn der Schlosskirche in Wittenberg gewählt. Am 28. Mai 1511 erhielt er als sententiarius das Recht, über die beiden ersten Bücher der Sentenzen des Lombarden zu lesen. Im selben Jahr übernahm er das Dekanat der philosophischen Fakultät und erhielt am 27. August 1512 die Vorstufe zum Lizenziat, den formatus. 1514 wünschten die Vertreter seiner Gemeinde eine Rückkehr Dölschs in seine Heimatstadt, worauf er jedoch verzichtete, um seine akademische Laufbahn fortzuführen.
So wurde er im Wintersemester 1516/17 zum Rektor der Universität gewählt. In dieser Zeit las er aristotelische Philosophie „secundum viam Scoti“ und bedauerte später sehr, zwölf der besten Jahre dieser Arbeit gewidmet zu haben. Er muss ein sehr befähigter, aber unentschlossener Mann gewesen sein. So hat er erst 1518 den Grad des Lizentiaten der Theologie erworben, wurde 1520 abermals Dekan der philosophischen Fakultät und ließ sich mit dem Doktorat bis 1521 Zeit. 1521 wurde er im Sommer auch als ordentliches Mitglied in der theologischen Fakultät aufgenommen, damit zum Kustos der Schlosskirche und im Winter 1521 zum Dekan der Theologischen Fakultät gewählt.
Dölsch war selbst zunächst ein Vertreter des scholastischen Glaubens. Als Thomist ging er theologisch und philosophisch zum Scotismus über. Durch theologische Auseinandersetzungen mit Luther, denen er ab 1514 widerstanden hatte, wendete er sich mit der Veröffentlichung der 95 Thesen Luthers Glaubensinterpretation zu. Fortan wurde er selbst Vertreter der lutherischen Lehre und einer seiner Helfer. Er schrieb gegen Augustin von Alveldt und setzte sich im April 1520 für Luther in einer Verteidigungsschrift gegen die Löwener und Kölner Universitäten ein.
Dabei standen die Autorität der Schrift, das Evangelium von Christus und der Glaube im Mittelpunkt seiner Betrachtung. Er bekennt, die Wahrheit der Schrift selbst erfahren zu haben, als er noch Scholastiker war. Auch die Thesen, die er in diesen Jahren aufstellte, sind gut lutherisch. Aus diesem Grunde wohl hatte ihn Johannes Eck ebenso wie Andreas Bodenstein 1520 neben Luther auf die Bannandrohungsbulle Exsurge Domine gesetzt.
Da die Universität für ihre Glieder einstand, konnte Dölsch seinen Standpunkt beibehalten und widerrief nicht. Standhaft vertrat er seine Auffassung in seinen Disputationsthesen. Selbst als gebannter Professor genoss er Ansehen, was die Tatsache beweist, dass er 1520 als Domprediger nach Bamberg berufen werden sollte.
Auch mit Luther geriet er in Streit, da er als Stiftsprediger an der Schlosskirche die Messe weiter nach scholastischem Vorbild durchführte. Trotzdem hat Dölsch der Reformation gute Dienste geleistet. So mancher seiner Schüler wurde von ihm für die reformatorischen Ideen gewonnen. Sein früher Tod bereitete jedoch einem weiteren Wirken ein Ende. Vermutlich wurde er von der in Wittenberg häufig grassierenden Pest infiziert und verstarb am Abend Maria Magdalene 1523. Er hinterließ eine Witwe.

## Werke
- Contra doctrinalem quorundam Magistrorum nostrum damnationem Louanieensis & Coloniensis studii… Defensio, Wittenberg 1520